# Ouamri
Ouamri est une commune de la wilaya de Médéa en Algérie.

## Géographie
| {Bourkika(wilaya de Tipaza )}  | oued Djer(wilaya de Blida ) | {Aïn Romana , El Affroun } (Wilaya de Blida ) |
| Boumedfaa(wilaya d'Aïn Defla ) | Ouamri                      | Tamesguida                                    |
| Djendel(Wilaya d'Aïn Defla)    | Hannacha                    | Oued Harbil                                   |

Ouamri est une petite ville située dans la wilaya de Médéa au sud-ouest d'Alger sur les monts de Dahra. Elle est située entre Médéa 28 km vers l'est et Khemis Miliana 37 km vers l'ouest et à environ 100 km d’Alger au nord et 48 km au nord-ouest de  Berrouaghia . Elle est aussi à 19 km au Nord-Est de Djendel et environ 38 km à l'est de  Boumedfaa et 60 km au sud-est d'Hadjout, et a 75 km au sud-est de Tipaza et a 79 km au nord-est d'Aïn Defla.
Ouamri est à environ 740 mètres d'altitude. C'est une région agricole avec d'abondantes sources d'eau naturelle. Sa surface agricole totale est de 17 450 hectares dont 12 392 ha utiles. Les activités agropastorales restent caractérisées par la petite agriculture de subsistance : cultures maraîchères, blé, orge, avoine... Il y a entre autres beaucoup de cactus où poussent les figues de barbarie, beaucoup de jujubiers de grenadiers et des figuiers. À 2 km de Ouamri en venant de Médéa, on trouve une forêt immense d'eucalyptus au niveau du hameau de Ouled ilmi. Ouamri est très fréquenté par les asthmatiques pour sa qualité de l'air.
À l'entrée de Ouamri, il y a le wali (mausolée) de Sidi Ali (savant religieux). Il est sacré pour les gens de Ouamri. On trouve des mausolées partout dans les villes ou villages en Algérie.
Ouamri s'agrandit d'année en année : il y a le lycée, le collège et plusieurs écoles primaires pour accueillir tous les enfants et étudiants de la commune et des villages alentour comme Ouled Moussa, Ouled ilmi jusqu'à Harbil, sur la route nationale menant à Médéa.
La commune de Ouamri est située à 5 km au nord de la RN 18 qui descend dans la vallée de Oued Harbil vers le Chlef.
Elle est dans une zone de collines à 300 m au-dessus de cette vallée affluente du chelif. Elle est dominée par les 900 m du Djebel Guellala, on y accède par 2 routes parallèles depuis la route nationale 18 qui s'arrêtent toutes 2 à Ouamri. C'est donc une ville en cul-de-sac amélioré par le choix de la route. On y accède aussi par Sidi Youm 13 km au nord en venant de Boumedfaa ou Tamesguida.
Ouamri est une daira, c'est une circonscription administrative algérienne située dans la wilaya de Médéa et la région du Titteri. Son chef-lieu est situé sur la commune de Ouamri.
La daïra regroupe les trois communes Ouamri, Oued Harbil et Hannacha.
Avec l'autoroute Est Ouest, Alger est à 1h30 et Oran à 3h, on y accède par l'autoroute par Khemis Miliana, Boumedfaa ou bien la Chiffa. Bientôt, avec l'avancement des travaux de l'autoroute Nord Sud, il y aura un accès depuis Hannacha.
Les différents quartiers de Ouamri sont El Derb, El Nouader, El Quaria, Bordj Ahlem.

## Histoire
L'ancien nom de Ouamri, lors de la colonisation française, était Borely-la-Sapie. Elle doit son nom à Borely-la-Sapie, maire de Boufarik qui a envoyé des vivres aux habitants de ce village lors d'une disette. Perre Martin Borély de la Sapie (1814-1895) né à Seyne, Colon en Algérie, agriculteur, premier maire de Boufarik (1852-1862), maire de Blida, président de la commission consultative d'agriculture du département d'Alger, membre de nombreuses commissions. Venu en Algérie en 1843 et obtint une concession à 4 Km de Boufarik, le domaine de Soukaly: 80 hectares irrigués, plantation de 45 hectares de vignes, 30 hectares d'orangeries, de plantations de toutes sortes d'arbres fruitiers, d'orangers, de mûriers, de vignes, prairies, troupeaux de vaches, élevage de chevaux, bâtiments de ferme et villas. Sous son impulsion, plusieurs habitants de Seyne et des environs partirent chercher fortune en Algérie plutôt qu'en Amérique.
Commune mixte créée en 1905, située dans le département d'Alger, arrondissement de Miliana. Ensuite ce village a fait partie de la commune mixte de Djendel, ex-Lavigerie département de MÉDÉA  jusqu'en 1959, quand cette commune fut rattachée au département du Titteri. De l'aube de l'indépendance jusqu'à 1967, elle s'appelait commune de Sidi Ali.